# تربولیه
تربولیه (به آلمانی: Trifail) در تربولیه با جمعیت ۱۴٬۹۷۷ نفر است که در Municipality of Trbovlje واقع شده‌است.